# 悉尼海洋生物水族館
悉尼海洋生物水族館（英語：Sea Life Sydney Aquarium；原稱：悉尼水族館，Sydney Aquarium）是澳洲新南威爾斯州悉尼的公共水族館，位於派蒙大橋（Pyrmont Bridge）以北，達令港以東的悉尼商業中心區。
悉尼海洋生物水族館在1988年澳洲建國二百週年紀念時開幕，是現今世界上最大的水族館之一。該館是悉尼重要的旅遊景點之一，每年有逾55%的海外遊客。
悉尼海洋生物水族館擁有各式各樣的澳洲水生生物，展出逾650個物種，合共逾6,000條來自澳洲水生境的魚類和各種水生生物。
悉尼海洋生物水族館的展覽館是由一系列置於水中的透明丙烯酸玻璃隧道（鯊魚會隔著玻璃在參觀者頭頂游動）與一個再造的大堡礁珊瑚環境組成。館方計劃於2008年增建一個鱷魚展覽館。
2006年，悉尼景點集團（Sydney Attractions Group）旗下的另一個旅遊景點──悉尼野生動物園（Sydney Wildlife World）就在悉尼海洋生物水族館的不遠處開幕。

## 布局

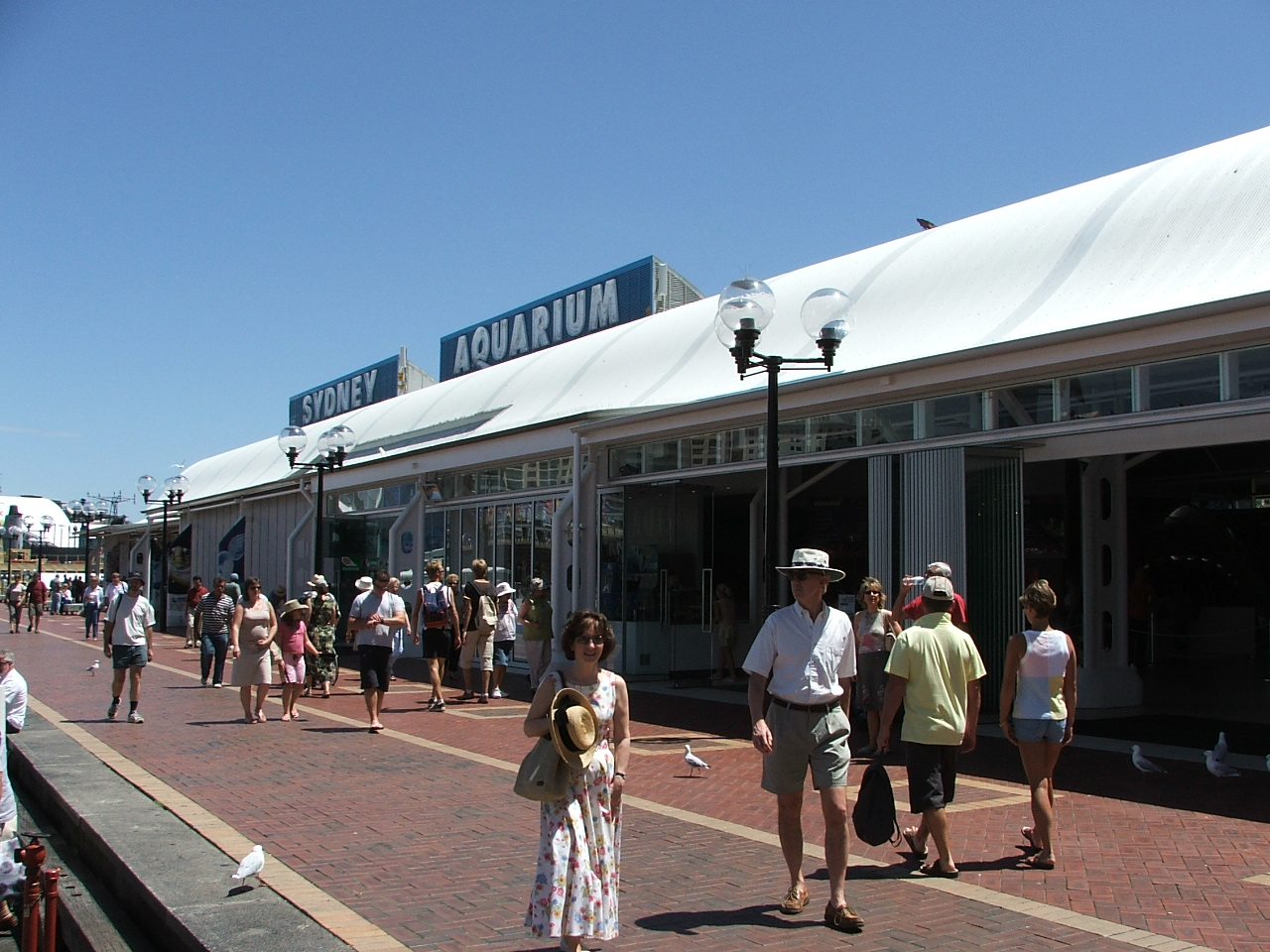
入口

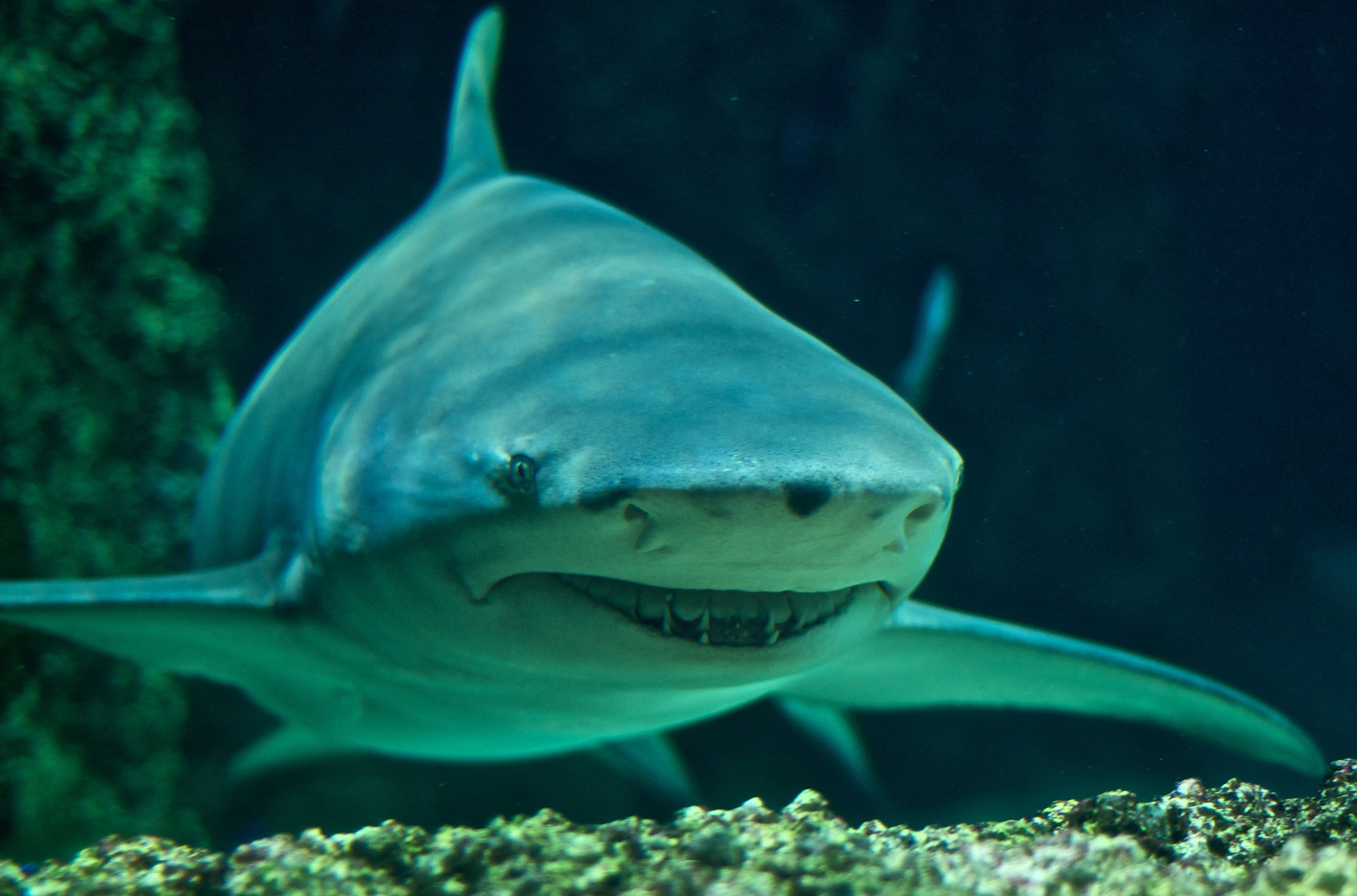
鯊魚展覽

悉尼海洋生物水族館劃分為以下的展覽區域：
- 南部河流[3]
  - 鴨嘴獸展覽館
  - 墨累-達令河流生態
- 北部河流[4]
  - 灣鱷
  - 尖吻鱸
- 南部海洋[5]
  - 小企鵝棲息地
  - 海豹保護區
  - 悉尼港
  - 戶外海洋海洋水族館
- 北部海洋[6]
  - 大堡礁海洋水族館

## 歷史與設施
悉尼海洋生物水族館由澳洲建築師設計，建造為期兩年左右。設計嘗試模仿大海浪，配合水族館的水中主題與達令港]的海洋主題。1998年10月啟用的大堡礁綜合設施繼續以此為題。
悉尼海洋生物水族館設立了明確的澳洲主題與展覽館，引領參觀者穿梭於澳洲大陸的水道與海洋生態系統之間。展覽館一方面介紹澳洲河流，探索南部與北部河流的棲息地；另一方面介紹澳洲海洋，探索南部與北部海洋的棲息地。複雜微妙的澳洲自然界與獨一無二的水環境是展覽的焦點。
部分展覽品在主展覽廳展出，其餘的則在流動的海洋水族館展出。海豹保護區與戶外海洋水族館由兩個大型海洋水族館組成，是世界上最大的展覽館之一。同時，水中隧道可讓參觀者在近距離觀察水生生物。在戶外海洋海洋水族館內，展覽著悉尼海洋生物水族館最大的鯊魚館藏。當中，一些鯊魚重達300公斤，身長超過3米。
1991年12月，首個海豹保護區開幕。其後，悉尼海洋生物水族館翻新館內設施，新的海洋水族館在2003年9月啟用，供海豹棲息。海豹保護區以澳洲海獅、澳洲軟毛海豹、亞南極軟毛海豹及紐西蘭軟毛海豹作為特色。在這個海洋水族館內，參觀者可透過水中觀賞隊道和露天平台觀看海豹。海豹保護區是南部海洋展覽館的一部分，該展覽館亦以小企鵝、戶外海洋海洋水族館及悉尼港展覽作招徠。
1998年10月，大堡礁綜合設施啟用，熱帶可觸池、活珊瑚洞、珊瑚環礁、兩個環形水道展覽及大型大堡礁海洋水族館一應俱全。超過6,000隻動物住在大堡礁海洋水族館，館內容納了175萬升，恆溫25°C，由達令港抽出，並經過瀘與加熱的水。大堡礁海洋水族館長33米，寬13米，總面積約370平方米，水深4.5米。最後的展示品是暗礁影院，參觀者可從一個長7米，高4米，厚達26米的玻璃窗觀察珊瑚溪谷內的活動。

## 研究與管理
多年來，悉尼海洋生物水族館為多家研究機構，如悉尼大學、新南威爾士大學、拉籌伯大學、印第安那大學、澳洲博物館、昆士蘭國家公園與野生動物服務及新南威爾士水產研究所，提供動物設施的租用服務，協助有關機構進行研究計劃。
近年，悉尼海洋生物水族館專注於海龜標誌、研究蒐集，以及保存無脊椎動物作研究之用。其他計劃有「重金屬污染對海洋環境的影響」與「鰭刺魚類標誌的壽命」。

## 外部連結
- 悉尼水族館官方網站 （页面存档备份，存于） （英文）
- 悉尼水族館 （页面存档备份，存于）（Yahoo! 旅遊 - 旅遊特集） （繁體中文）
- 遊船碼頭及悉尼水族館圖片 （页面存档备份，存于） （中文）
- 澳大利亞雪梨水族館圖片 （页面存档备份，存于）（新華網） （繁體中文）